# Соловки (Саратовская область)
Соловки — хутор в Александрово-Гайском районе Саратовской области России. Входит в состав сельского поселения Александрово-Гайское муниципальное образование. Является самым южным населённым пунктом области и всего Приволжского федерального округа.

## История
Образован в 2002 г. постановлением Саратовской областной думы № 3-74 от 13.11.2002 г.

## Население
| 2010 | 2018 |
| ---- | ---- |
| 27   | ↘4   |